# 가오타이위
가오타이위(중국어 정체자: 高泰宇, 병음: Gāo Tàiyû, 한자음: 고태우, 1991년 7월 12일 ~ )는 중화인민공화국의 가수이자 배우이다.

## 방송
- 상애천사천년

## 영화
- 라이즈 오브 더 레전드: 황비홍